# Хусяинов, Зякярий Сяфитович
Зякярий Сяфитович Хусяинов (1914—1944) — старшина Рабоче-крестьянской Красной Армии, участник Великой Отечественной войны, Герой Советского Союза (1945).

## Биография
Зякярий Хусяинов (Закарий Сафетович Хусаинов) родился 7 марта 1914 года в селе Первая Мосеевка (ныне — Мосеевка Старокулаткинский район Ульяновской области).
После окончания неполной средней школы работал в колхозе.
В сентябре 1937 года Хусяинов был призван на службу в Рабоче-крестьянскую Красную Армию.
С августа 1942 года — на фронтах Великой Отечественной войны.
К октябрю 1944 года старшина Зякярий Хусяинов командовал танком 134-го танкового полка 30-й кавалерийской дивизии 4-го гвардейского кавалерийского корпуса 2-го Украинского фронта. Отличился во время освобождения Венгрии. 12 октября 1944 года, отстав от полка по причине исправления технической поломки, экипаж Хусяинова столкнулся с вражеской танковой колонной в районе населённого пункта Хайду-Соват, уничтожив 6 танков и 1 автомашину. В том бою Хусяинов погиб. Похоронен на месте последнего боя.
Указом Президиума Верховного Совета СССР от 24 марта 1945 года старшина Зякярий Хусяинов посмертно был удостоен высокого звания Героя Советского Союза. Также был награждён орденами Ленина, Красного Знамени, двумя орденами Красной Звезды, орденом Славы 3-й степени и рядом медалей.

## Память
На родине Героя в 1975 году ему установлен памятник.